# كأس ليختنشتاين 2004–05
كأس ليختنشتاين 2004–05 هو الموسم 60 من كأس ليختنشتاين. أقيم خلال الفترة 24 أغسطس 2004 وحتى 5 مايو 2005، وأشرف على تنظيمه اتحاد ليختنشتاين لكرة القدم، وكان عدد الأندية المشاركة فيه 17، وفاز فيه نادي فادوتس.